# ستيفان ستروف
ستيفان جيمي ستروف (بالهولندية: Stefan Jaimy Struve؛ مواليد 18 فبراير 1988) هو مقاتل فنون قتالية مختلطة هولنديون. كان يُنافس في فئة الوزن الثقيل في يو إف سي. بطول بلغ 7 قدم 0 بوصة (2.13 م)، يعتبر هو أطول مقاتل في تاريخ يو إف سي.

## سجل فنون القتال المختلطة
| السجل المهني |        |          |
| 42 نزال      | 29 فوز | 13 خسارة |
| ضربة قاضية   | 8      | 9        |
| إخضاع        | 18     | 1        |
| قرار القضاة  | 2      | 3        |
| إقصاء        | 1      | 0        |

## وصلات خارجية
- ستيفان ستروف على موقع يو إف سي (الإنجليزية)
- ستيفان ستروف على موقع شيردوغ (الإنجليزية)
- ستيفان ستروف على موقع IMDb (الإنجليزية)
- ستيفان ستروف على موقع قاعدة بيانات الفيلم (الإنجليزية)